# Notaresco
Notaresco – miejscowość i gmina we Włoszech, w regionie Abruzja, w prowincji Teramo.
Według danych na rok 2004 gminę zamieszkiwało 6771 osób, 183 os./km².

## Współpraca
- Płońsk, Polska